# ایزولده بارت
ایزولده بارت (آلمانی: Isolde Barth؛ زادهٔ ۲۴ اوت ۱۹۴۸) بازیگر اهل آلمان است.
از فیلم‌ها یا برنامه‌های تلویزیونی که وی در آن نقش داشته‌است، می‌توان به هولوکاست، تخم مار، ساقدوش، گفتگویی طولانی با یک پرنده، دکتر ام، روزهای آرام در کلیشی و نومیدی اشاره کرد.